# 1977年のラジオ (日本)
1977年のラジオ (日本)では、1977年の日本のラジオ番組、その他ラジオ界の動向について記す。

## 主な番組関連の出来事
- 8月6日 - NHK-FM、各地方局が独自に番組を制作し放送する『FMリクエストアワー』の東京局での放送にて、局初のPCMデジタル録音によるプログラムを放送する[注 1][1][2]。

## 主なその他ラジオ関連の出来事
- 1月15日 - 極東放送でFEBCにより行われていた英語放送がこの日をもって放送終了、廃止。
- 11月29日 - ラジオ関東（現・アール・エフ・ラジオ日本）が巨人の主催試合のラジオ独占放送権を獲得したと発表[3][4]。 これに対抗してTBSラジオ、文化放送、ニッポン放送は公正取引委員会への提訴や巨人以外のセ・リーグ各球団の主催試合からラジオ関東に放送権を与えない措置を取った[5][6]。

- 1977年内（詳細時期不明） - NHK-FM放送、ローカル番組送出の未ステレオ化局全部（金沢、松江、鳥取、高知、熊本、秋田、山形、盛岡、福島、青森、函館、旭川、帯広、釧路、北見、室蘭、京都、神戸、和歌山、奈良、大津、津、岐阜、沖縄）が、その整備を完了[7]。これに伴い、以上の各局のFMローカル番組がステレオ化され[7]、同年11月11日に、NHK-FMの全局のステレオ化整備が完了する[8]。

## 節目

### 番組周年・記念回
2000回
5月20日 - ジェット・ストリーム（エフエム東京）

## 特別番組

### 5月放送
- 9日 - 11日
  - ヒゲ武・くり万60時間マラソンDJ（ニッポン放送）
- 15日 - 新しい出会い 1180kHzこんにちわ（MBSラジオ）[10]

### 10月放送
- 30日 - 日本列島・北から南から〜日本語さん全員集合!（民放53社共同企画・48社同時放送）[11]

## 開始番組

### 1977年1月放送開始
山陽放送
- 31日 - 槇洋介のおはよう!おかやま

### 1977年2月放送開始
毎日放送
- 開始日不明 - ありがとう浜村淳です土曜日です

山陽放送
- 5日 - 井上いつのりのおはようさん

### 1977年3月放送開始
朝日放送
- 28日 - おはようパーソナリティ道上洋三です

### 1977年4月放送開始
NHKラジオ第1放送
- 1日 - あたらしい沖縄のうた（沖縄局）

NHKラジオ第2放送
- 4日 - 古典研究
- 9日 - ホームルームの話題

NHK-FM放送
- 1日 - あたらしい沖縄のうた（沖縄局）
- 3日 - 朝のハーモニー[12]
- 4日
  - 音楽の部屋[12]
  - 音楽のすべて
  - 午後のリサイタル
  - 軽音楽をあなたに[12]
- 9日
  - にっぽんのメロディー
  - ロックアルバム
  - ポピュラーアラカルト
  - 映画音楽とともに
  - ビッグショー[12]
- 10日
  - おはようコーラス[12]
  - 世界のメロディー[12]
  - 日曜喫茶室[12]
  - 歌謡ヒットアルバム

STVラジオ
- 11日
  - アクションワイド 走れスタジオ
  - ナイスガイ4:30

東京放送
- 4日 - かつ江と悠里の朝風呂問答
- 開始日不明
  - 弦さんのサラリーマン情報
  - ミュージック・ハイウェイ
  - 森田公一の青春ベストテン
  - ニュース・ドキュメント
  - ラジオリクエスト大賞

文化放送
- 開始日不明
  - 佐藤やすしの歌謡一番星
  - 金曜ミュージック・スペシャル
  - 加山雄三の青春応援団
  - 荒さん、王ちゃんのホームラン王

ニッポン放送
- 開始日不明
  - 太田裕美のゴロゴロサタデー[13]
  - ニュース・ダイナミックス

ラジオ関東
- 開始日不明 - 電撃わいどウルトラ放送局

中部日本放送
- 4日
  - キユーピーラジオクッキング
  - 星空ワイド 今夜もシャララ

近畿放送
- 開始日不明 - ひるまでスパーク!尾崎千秋です

毎日放送
- 4日 - おはよう!浜渦章盛です
- 9日 - おはよう!小関三平です

大阪放送
- 4日
  - 笑顔でおはよう 今西令子で
  - お元気ですか 鏡宏一です
  - 青春最前線
- 5日 - 近鉄バファローズナイター

エフエム東京
- 3日 - マイ・ハミング・ストリート
- 4日 - 新日鐵アワー・音楽の森
- 8日 - 永遠のポップス〜メロディーズ・リンガー・オン
- 開始日不明
  - ビルボード・HOT50
  - 布施明の小さな旅立ち

日本短波放送
- 開始日不明
  - ヤロウどもメロウどもOh!
  - オコちゃんとデート
  - 子門と照子のQSOジョッキー
  - 4時の奥様クイズ

### 1977年5月放送開始
大阪放送
- 2日 - 梅博士 松本紘斉のヘルシーモーニング

日本短波放送
- 5日 - たんぱストレートナイター

### 1977年8月放送開始
エフエム東京
- 7日 - 愛の街から

### 1977年10月放送開始
東京放送
- 3日 - おはよう土居まさるです
- 9日 - ラジオトリップ日本
- 開始日不明
  - 二郎で勝負 連続ヒット90分
  - ラジオ劇画傑作シリーズ
  - あなたが選ぶTBSポップアイドルベストテン

文化放送
- 1日 - 日立ハローサタデー
- 開始日不明
  - 五木寛之の世界
  - スーパーソニック・イン・ジャパン
  - こちら自由放送局

ニッポン放送
- 1日 - 八代英太のお早ようニッポン
- 3日
  - 梶みきおの昼休み天国
  - 夕空晴れて!ひがのぼるです
  - ふるさと人間ばなし[11]
- 8日
  - タコ社長のマンモス歌謡ワイド
  - 変身ウィークエンド・踊れ!ヒットだ!電話リクエスト
- 開始日不明
  - 近田春夫のオールナイトニッポン
  - 所ジョージのオールナイトニッポン
  - 山口百恵のスーパー・ライブ・カンパニー[13]
  - 独占プロデュース60分

毎日放送
- 8日 - ビアンカミュージックシティ

大阪放送
- 5日 - いきいきタウンレーダー
- 開始日不明 - Just 7 ぺらぺらリクエスト

南海放送
- 3日 - 2時です、ラジオです

エフエム東京
- 1日 - サタデーアドベンチャー

日本短波放送
- 3日 - 国会中継・国会アワー（日本短波放送第2放送）[11]

### 1977年11月放送開始
日本短波放送
- 5日 - 合格いっぽん道

### 開始日不明
静岡放送
- インビテーション・トゥ・ジャズ

西日本放送
- いきいきワイド 雨の日晴れの日曇りの日

## 終了番組

### 1977年3月放送終了
NHK-FM放送
- 27日 - 午後のシャンソン

朝日放送
- 25日 - おはようパーソナリティ中村鋭一です

### 1977年4月放送終了
NHK-FM放送
- 1日 
  - FMジュークボックス
  - 家庭音楽鑑賞
- 2日 - ステレオホームコンサート
- 3日
  - 軽音楽アルバム
  - 軽音楽の手帳
  - サンデーミュージック
  - オルガンとコーラス

東海ラジオ
- 1日 - 東海ハイウェイ

### 1977年9月放送終了
NHKラジオ第1放送
- 29日 - こよいあの歌を

エフエム東京
- 24日 - サウンド・イン・ナウ